# Moonrise Kingdom
Moonrise Kingdom és una pel·lícula estatunidenca de comèdia dramàtica de 2012, dirigida per Wes Anderson, escrita per Anderson i Roman Coppola i protagonitzada per un repartiment coral compost per Jared Gilman, Kara Hayward, Bruce Willis, Edward Norton, Bill Murray, Frances McDormand, Titlla Swinton, Jason Schwartzman, Bob Balaban i Harvey Keitel.

## Sinopsi
L'any 1965, en una idíl·lica illa de Nova Anglaterra anomenada New Penzance, un orfe de 12 anys d'edat, Sam Shakusky (Jared Gilman), està assistint a un campament d'estiu dels escoltes, el campament Ivanhoe, dirigit pel cap Scout Ward (Edward Norton). Suzy Bishop (Kara Hayward) viu a l'illa amb els seus pares advocats Walt (Bill Murray) i Laura (Frances McDormand) i tres germans més joves en una casa anomenada Summer's End (Fi de l'Estiu). Sam i Suzy s'havien conegut l'estiu anterior, al 1964, durant una actuació a l'església de Noye's Fludde i es van fer amics enviant-se cartes des de llavors. En relatar-se els seus respectius problemes van pactar reunir-se en secret i fugir junts. Sam porta l'equip de càmping i Suzy porta sis llibres, el seu gat en una gàbia i un tocadiscs portàtil. Passen diversos dies d'excursió i acampen junts en el desert amb l'objectiu d'arribar a una cala aïllada a l'illa, a la qual anomenen Moonrise Kingdom. Els pares de Suzy, la policia i el Cap de Tropa dels Scouts finalment els troben a la cabanya.
Els pares de Suzy la porten a casa seva i li prohibeixen veure més en Sam. En Sam es queda amb el capità de la policia Sharp (Bruce Willis), mentre esperen els Serveis Socials (Tilda Swinton), que enviaran en Sam a un "refugi juvenil" perquè els seus pares adoptius ja no el volen tenir. Els exploradors, que anteriorment no eren amables amb en Sam, decideixen que és el seu deure ajudar que els joves amants fugin de nou. La Suzy, en Sam i els altres exploradors busquen l'ajuda del cosí Ben (Jason Schwartzman), un familiar gran d'un dels exploradors que treballa en el campament d'estiu dels Scouts Fort Líban, dirigida pel Comandant Pierce (Harvey Keitel). Després de moltes anades i vingudes, en Sam i la Suzy són detinguts en una torre de l'església durant un huracà violent i inundacions sobtades. El campanar és destruït per un llamp, però tots sobreviuen.
En Sharp decideix convertir-se en el tutor legal d'en Sam, salvant-lo de l'orfenat i permetent-li quedar-se a l'illa i mantenir el contacte amb la Suzy. A Summer's End, en Sam pinta un paisatge de l'illa i després surt per la finestra quan criden a la Suzy i als seus germans per sopar.

## Repartiment
- Jared Gilman com Sam Shakusky.
- Kara Hayward com Suzy Bishop.
- Bruce Willis com el capità Sharp.
- Edward Norton com el scout veterà Randy Ward.
- Bill Murray com Walt Bishop.
- Frances McDormand com Laura Bishop.
- Tilda Swinton com a Serveis Socials.
- Jason Schwartzman com el cosí Ben.
- Harvey Keitel com el comandant Pierce.
- Bob Balaban com el narrador.

## Estrena

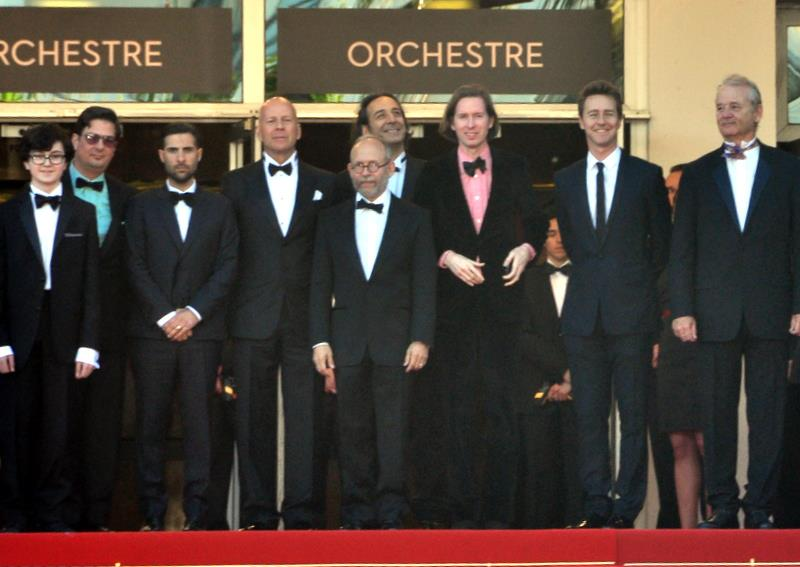
Director i repartiment en el Festival de Cinema de Cannes de 2012.

La première es va realitzar el 16 de maig de 2012, obrint el Festival de Cannes 2012, en què va competir en la secció oficial. Es va estrenar en cinemes francesos el mateix dia. El 25 de maig es va fer una estrena limitada als Estats Units. A Espanya es va estrenar el 14 de juny.

## Crítica
Moonrise Kingdom va rebre crítiques molt positives dels crítics de cinema. A Rotten Tomatoes, el 94% de les 200 crítiques que s'han fet de la pel·lícula són positives, amb una puntuació mitjana de 8.2/10 sota el consens «càlida, capritxosa, i commovedora, la immaculadament emmarcada i bellament actuada Moonrise Kingdom presenta l'escriptor/director Wes Anderson en el seu millor moment delicat».
A Metacritic, té una qualificació ponderada de 84 sobre 100, basada en 43 comentaris, indicant que té "aclamació universal".